# 北泖泾
北泖泾是中國上海市松江区的一條河流，該河流北起淀浦河，向南流入黄浦江，全长19.7公里，途徑九亭、泗泾、洞泾、新桥、车墩。1994年，有一條名叫「蟠龙塘」的河流并入北泖泾。
1974年，北泖泾流入黄浦江的地方建成节制闸，起名北泖泾节制闸。1999年，該节制闸拆除，新建新的节制闸。名字改名北泖泾水闸。